# Chris Perret
Chris Perret (França, 26 de juny de 1930 - Deià, 6 de desembre de 1965) fou un politòleg i poeta francoamericà.
Va rebre la primera educació a França, i hi va rebre la primera educació; tanmateix, més tard partí als Estats Units, on es va graduar el 1947 i va servir a la marina americana en el Carib i Alemanya.
A principis dels anys 50 va estudiar a l'Institut de Ciències Polítiques de la Sorbona i de tot d'una es va interessar per la poesia, que amb algunes de les seves il·lustracions varen aparèixer a revistes de l'època. Va publicar dos volums de poemes: Sang i uns altres poemes i Memòries d'un Paràsit. En el moment de la seva mort estava treballant en la seva primera novel·la llarga, Homus, i en traduccions dels poetes de surrealistes francesos.
Va morir d'un atac de cor el 6 de desembre de 1965 a Deià, Mallorca.